# Pittsburgh Ironmen
O Pittsburgh Ironmen foi um time de basquetebol localizado em Pittsburgh, Pensilvânia. Disputou somente uma temporada,  a de 1946-47 na Basketball Association of America (predecessora da National Basketball Association). Encerrou a temporada com uma sequência de 15-45, terminando no quinto e último lugar da divisão. O clube, que mandava seus jogos no Duquesne Gardens, encerrou suas atividades em 1947.

## Histórico
| Temporada                | W                        | L                        | %                        | Playoffs                 | Resultado                |
| Pittsburgh Ironmen (BAA) | Pittsburgh Ironmen (BAA) | Pittsburgh Ironmen (BAA) | Pittsburgh Ironmen (BAA) | Pittsburgh Ironmen (BAA) | Pittsburgh Ironmen (BAA) |
| ------------------------ | ------------------------ | ------------------------ | ------------------------ | ------------------------ | ------------------------ |
| 1946-47                  | 15                       | 45                       | .250                     | Não se classificou       |                          |